# Murilo Antunes Alves
Murilo Antunes Alves CavMM (Itapetininga, 28 de abril de 1919 — São Paulo, 15 de fevereiro de 2010) foi um jornalista brasileiro. Chegou a ser um dos mais antigos profissionais em atividade dessa área, até morrer em 2010 aos 91 anos.

## Biografia
Murilo começou a escrever aos 14 anos no jornal estudantil O Arauto em Itapetininga. Foi correspondente do jornal O Estado de S.Paulo no qual o pagamento era assinatura do jornal-até 1929. Em 1935, seu primeiro emprego foi no jornal A Tribuna Popular. Em 1943, tornou-se bacharel em Direito pela Faculdade de Direito da Universidade de São Paulo.
Iniciou sua carreira no rádio em 1.º de março de 1938, na Rádio São Paulo, quando tornou-se locutor e comentarista esportivo, em parceria com Geraldo José de Almeida. Seu primeiro programa foi o Broadway Melody, de música americana. Em 1946, foi para a Rádio Bandeirantes, sendo o primeiro locutor esportivo da emissora. Posteriormente, trabalhou nas rádios Rádio Cultura, Rádio Gazeta e Rádio Tupi, ainda na década de 1930, cobrindo o Estado Novo, a Segunda Guerra Mundial, entre outros eventos da época.
Chegou em 1947 a Rádio Record, onde cobriu vários eventos,entre eles as eleições italianas de 1948 e fez a última entrevista de Monteiro Lobato. Em 1953, ajudou a inaugurar a TV Record. Lá, cobriu os mais variados eventos, como a morte de John Kennedy, o primeiro homem na Lua, entre outros. Apresentou ao lado de Hélio Ansaldo o programa Record em Notícias (1972-1996), popularmente conhecido como "Jornal da Tosse".
Permaneceu na Rede Record após Silvio Santos e o espólio de Paulo Machado de Carvalho venderem suas participações acionárias na emissora para Edir Macedo, bispo da Igreja Universal, em 1990. Até sua morte, era o contratado mais antigo da emissora, onde trabalhava na produção dos telejornais.
Em 1991, Murilo foi admitido pelo presidente Fernando Collor à Ordem do Mérito Militar no grau de Cavaleiro especial.

### Carreira política
Em 1992, foi eleito vereador por São Paulo pelo PMDB,onde foi também o 1º vice-presidente da Câmara Municipal.Murilo foi o autor do projeto que obrigava o uso do cinto de segurança na cidade de São Paulo.
Em 1946 foi candidato a deputado estadual pelo PSD, mas as eleições foram adiadas.Em 1953 foi o primeiro Chefe do Cerimonial da Assembléia Legislativa de São Paulo, onde se aposentou em 1985, como Diretor do Cerimonial e Relações Públicas. Em 1961 foi nomeado Oficial do Gabinete da Presidência da República, pelo presidente Jânio Quadros. Entre 1971 e 1974 foi Chefe do Cerimonial do Governo do Estado de São Paulo,na gestão de Laudo Natel.

### Morte
Morreu em 15 de fevereiro de 2010, aos 91 anos.